# Acheroxenylla cretensis
Acheroxenylla cretensis är en urinsektsart som beskrevs av Ellis 1976. Acheroxenylla cretensis ingår i släktet Acheroxenylla och familjen Hypogastruridae. Inga underarter finns listade i Catalogue of Life.